# Konstantinovo, Varna
Konstantinovo (în bulgară Константиново) este un sat în comuna Varna, regiunea Varna,  Bulgaria. 

## Demografie
Componența etnică a satului Konstantinovo
     Bulgari (87,26%)
     Nicio identificare (11,46%)
     Altele (1,27%)
La recensământul din 2011, populația satului Konstantinovo era de 1.570 locuitori. Din punct de vedere etnic, majoritatea locuitorilor (87,26%) erau bulgari. Pentru 11,46% din locuitori nu este cunoscută apartenența etnică.